# Viggó Kristjánsson
Viggó Kristjánsson (* 9. Dezember 1993 in Reykjavík) ist ein isländischer Handballspieler.

## Karriere
Der in Reykjavík geborene Viggó Kristjánsson begann beim Handknattleiksdeild Gróttu Handball zu spielen. Bis zur Saison 2015/16 spielte er für die Isländer, ehe der Rückraumspieler in die dänische Håndboldligaen zu Randers HH wechselte. Bereits ein Jahr später wechselte der Linkshänder zur SG Handball West Wien in die Spusu Liga. Ab dem Sommer 2019 stand er beim deutschen Bundesligisten SC DHfK Leipzig unter Vertrag. Im November 2019 schloss er sich dem Ligakonkurrenten HSG Wetzlar an. Nach der Saison 2019/20 wechselte er zum Ligakonkurrenten TVB 1898 Stuttgart. Zur Saison 2022/23 kehrte Viggó Kristjánsson zum SC DHfK Leipzig zurück. Seit Januar 2025 steht er beim HC Erlangen unter Vertrag.
Mit der isländischen Nationalmannschaft nahm Viggó Kristjánsson an der Europameisterschaft 2022 teil und erzielte 13 Tore in acht Spielen. Er nahm zudem an der Weltmeisterschaft 2023 teil. Bei der Weltmeisterschaft 2025 warf er 32 Tore in sechs Spielen und belegte mit dem Team den 9. Platz.

## HLA-Bilanz
| Saison    | Verein                | Spielklasse | Tore | 7-Meter        | Feldtore |
| --------- | --------------------- | ----------- | ---- | -------------- | -------- |
| 2017/18   | SG Handball West Wien | HLA         | 174  | 70/83          | 104      |
| 2018/19   | SG Handball West Wien | HLA         | 178  | 44/56          | 134      |
| 2017–2019 | gesamt                | HLA         | 352  | 114/139 (82 %) | 238      |